# Monti Aravalli
I monti Aravalli sono una bassa catena montuosa che attraversa lo Stato indiano del Rajasthan e segue un asse nord-est sud-ovest approssimativamente della regione di Delhi fino al golfo di Cambay. Le altezze sono comprese tra i 300 e i 1.700 metri sul livello del mare, con un picco a 1.720 metri del Guru Sikhara vicino alla città di Abu.

## Descrizione
La catena è formata prevalentemente da vecchie rocce metamorfiche di gneiss, scisto, quarzite bianca e rosa. Nella regione sono presenti anche miniere di oro e argento.
Lo Stato del Rajasthan è idealmente diviso in due distinte aree climatiche dalla catena degli Aravalli. A nord è presente l'arido deserto di Thar, mentre a sud vi è una pianura verde con grandi laghi, che caratterizza ad esempio la regione della città di Udaipur.
L'area geografica dei monti Aravalli è scarsamente popolata.